# Megapodius
Megapodius är ett släkte i familjen storfotshöns inom ordningen hönsfåglar. Släktet omfattar tolv nu levande arter som förekommer från Nikobarerna till Australien och öar i Stilla havet österut till Tonga:
- Tongastorfotshöna (M. pritchardii)
- Mikronesisk storfotshöna (M. laperouse)
- Nikobarstorfotshöna (M. nicobariensis)
- Filippinstorfotshöna (M. cumingii)
- Sulastorfotshöna (M. bernsteinii)
- Tanimbarstorfotshöna (M. tenimberensis)
- Mörk storfotshöna (M. freycinet)
- Geelvinkstorfotshöna (M. geelvinkianus)
- Melanesisk storfotshöna (M. eremita)
- Vanuatustorfotshöna (M. layardi)
- Papuastorfotshöna (M. decollatus)
- Orangefotad storfotshöna (M. reinwardt)

Ytterligare tre arter som dog ut under holocen finns beskrivna:
- Lapitastorfotshöna (Megapodius alimentum)
- Nyakaledonienstorfotshöna (Megapodius molistructor)
- Fijistorfotshöna (Megapodius amissus)